# Gewerbe- und Handelsschule der Lößnitzortschaften
Das Gebäude der Gewerbe- und Handelsschule der Lößnitzortschaften steht im Stadtteil Serkowitz der sächsischen Stadt Radebeul, in der Straße des Friedens 58. Das Schulgebäude wurde 1921/1922 errichtet und 1929 erweitert. Heute befindet sich dort das Berufliche Schulzentrum Radebeul, ein Schulzentrum mit mehreren Berufsbildenden Schulen.

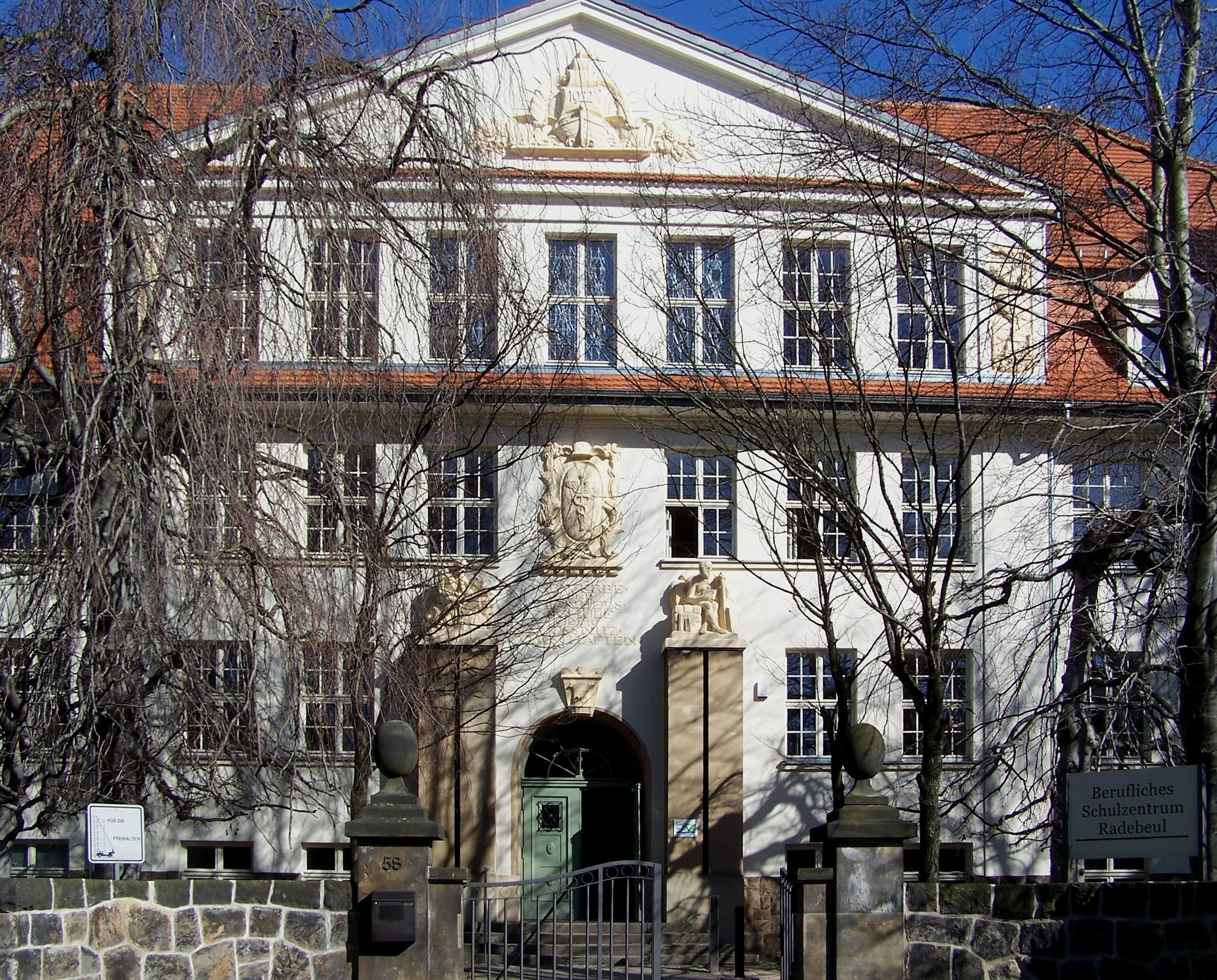
Haupteingang des Beruflichen Schulzentrums Radebeul

## Beschreibung

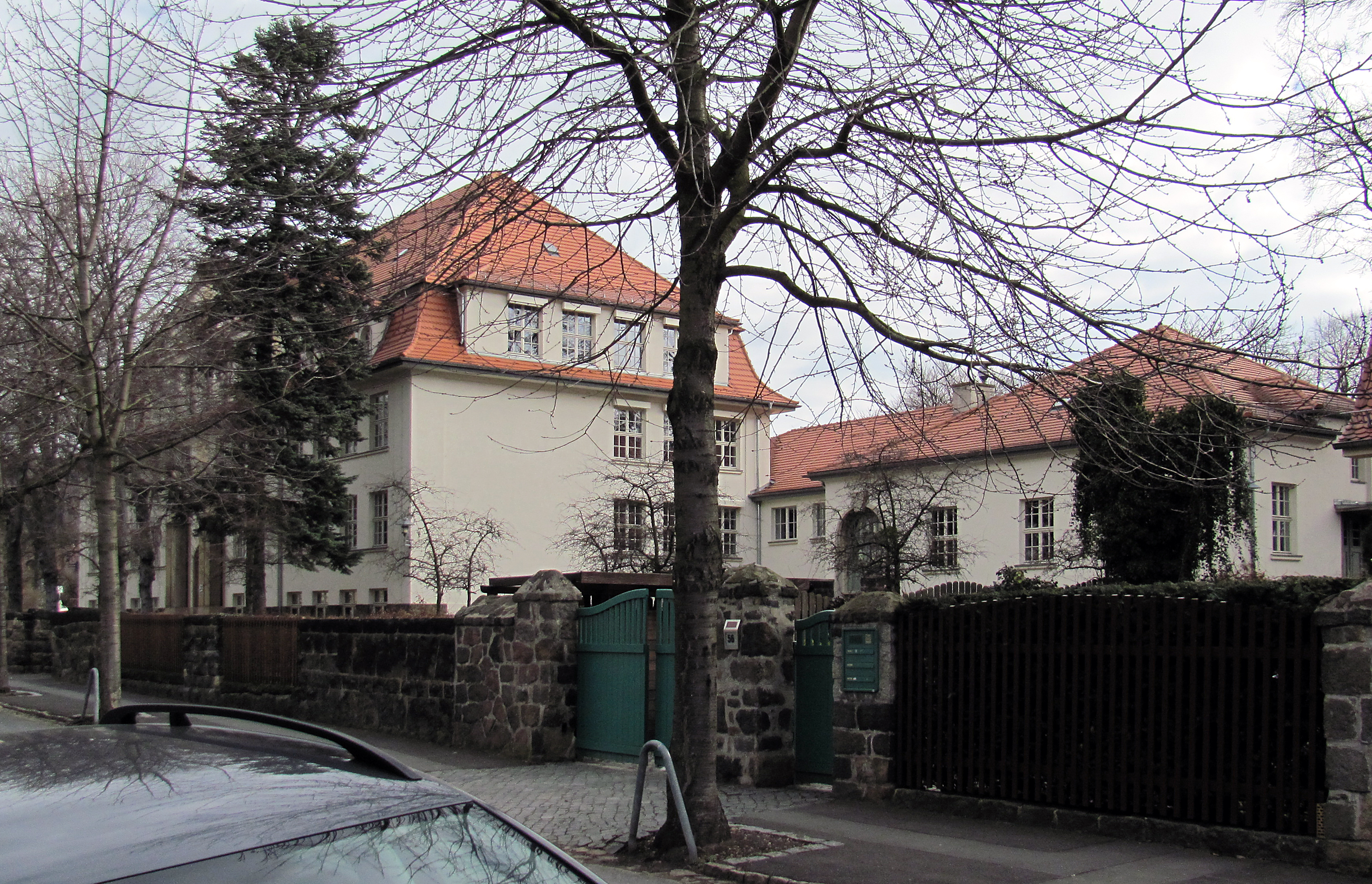
Berufliches Schulzentrum Radebeul: Altbau mit Nebengebäude

Das mit angebauter Turnhalle, Einfriedung und Toranlage denkmalgeschützte Schulhaus ist ein dreigeschossiges Gebäude auf einem Souterraingeschoss, gedeckt mit einem flach geneigten Mansarddach. In der Mitte der dreizehnachsigen Straßenfront steht ein siebenachsiger Risalit mit dem Eingangsportal. Die rundbogige Tür wird von zwei Doppelpfeiler flankiert, auf denen sich Figurengruppen befinden. Über dem Oberlicht der Eingangstür findet sich ein verzierter Schlussstein. Über der Tür, auf Höhe der Figurengruppen, ist die Inschrift „Gewerbe-/und/Handels-/schule/der/Lössnitz-/ortschaften“ angebracht. Darüber, auf Höhe der Fenster des ersten Obergeschosses und auch so groß wie ein solches Fenster, wurde eine Wappenkartusche angebracht, die sich auf Hermes als Gott des Gewerbes und des Handels bezieht. Oberhalb des zweiten Obergeschosses wird der Mittelrisalit durch einen Dreiecksgiebel abgeschlossen, dessen Giebelfeld das Relief eines Segelschiffes zeigt, beidseits begleitet von Füllhörnern. Auf einem Segel ist die Datierung 1922 aufgebracht.
Auf der Gebäuderückseite schließt sich nach rechts hin der zweigeschossige Anbau an. Dieser wird durch ein flach geneigtes Walmdach abgeschlossen.
Obwohl beides Putzbauten mit Kunststeinelementen sind, wirkt der sieben Jahre später errichtete Anbau durch die Betonung der Horizontalen in der Gestaltung der Fenster eher durch die Moderne beeinflusst.
Die Einfriedung des Grundstücks vor dem Hauptbau erfolgt durch Staketenzaunfelder zwischen bossierten Sandsteinen. Der Zugang auf das Eingangsportal zu erfolgt durch ein Gittertor zwischen Sandsteinpfeilern mit Kugelaufsätzen.

## Geschichte
Das am 26. April 1873 erlassene Volksschulgesetz sah vor, dass vorerst männliche Jugendliche im Alter zwischen 14 und 17 Jahren parallel zu einer Lehre auch eine öffentliche Fortbildungsschule zu besuchen hätten. In den Lößnitzortschaften waren diese den Volksschulen angegliedert; in der Regel gab es jeweils sonntags drei Stunden gewerblichen Unterricht. Anfang der 1880er Jahre entstanden, auf Initiative der örtlichen Gewerbevereine hin, in Kötzschenbroda und in Alt-Radebeul Gewerbliche Fortbildungsschulen, die auf einen berufsspezifischen Fachunterricht ausgerichtet wurden. 1898, und erneut 1908, gab es den vergeblichen Versuch, das gewerbliche Fortbildungswesen in einer gemeinsamen Institution für den gesamten Lößnitzraum zu konzentrieren.

### Berufsschule Kötzschenbroda

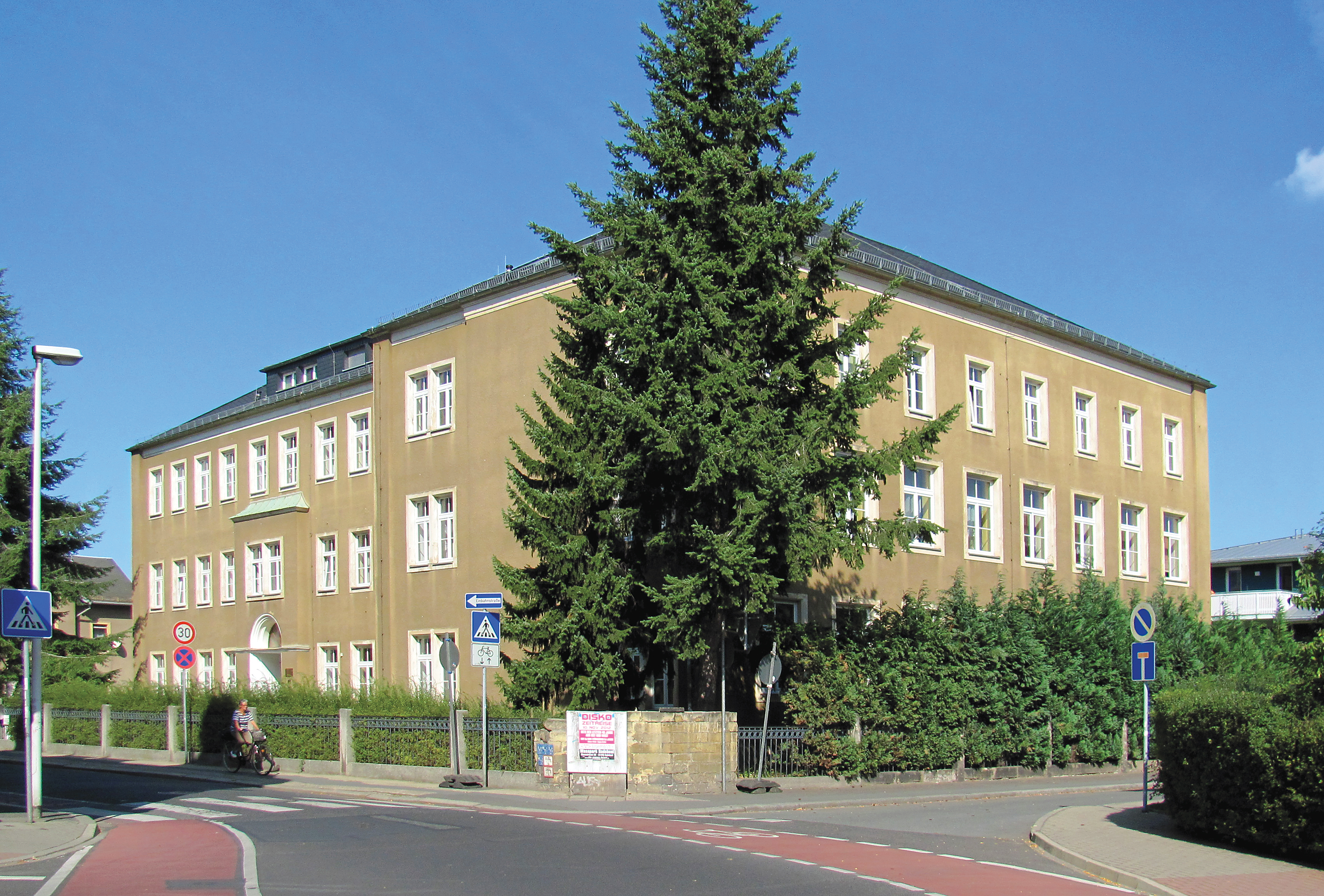
Ehemalige Berufsschule Kötzschenbroda

Die westlichen Lößnitzgemeinden Kötzschenbroda, Niederlößnitz, Naundorf und Zitzschewig schlossen sich 1919 zu einem Fortbildungsschulverband zusammen. Die Verbandsschule wurde zunächst im Seitenflügel des dritten Kötzschenbrodaer Volksschulhauses an der heutigen Hermann-Ilgen-Straße 35 (die heutige Oberschule Kötzschenbroda) untergebracht. Dieses Schulgebäude wurde 1926–1929 als Berufsschule Kötzschenbroda umgebaut und aufgestockt.
Zusätzlich zu der gewerblichen, der kaufmännischen und der hauswirtschaftlichen Abteilung wurde 1927 auch die Kötzschenbrodaer Orchester- und Musikerfachschule von Konzertmeister Wilhelm Laudel (1881–1964) angegliedert.
Gegen Ende des Zweiten Weltkriegs wurde das Schulgebäude zweckentfremdet, und die bisherige Berufsschule in Kötzschenbroda blieb wegen der Vereinigung mit Radebeul geschlossen. Die Schüler gingen künftig auch auf die Radebeuler Schule, das Schulgebäude wurde in der Folgezeit weiterhin als Schule genutzt.

### Gewerbe- und Handelsschule der Lößnitzortschaften
Im Jahr 1911 wurde die gewerbliche Fortbildungsschule in Radebeul als erste in der Lößnitz in eine Gewerbeschule überführt, unter anderem mit hauptamtlichen Lehrern sowie mit einem größeren Unterrichtsumfang. Im Folgejahr wurden dann dort auch Mädchen unterrichtet. Die 1909 gebildete Abteilung für Handelslehrlinge wurde 1918 zur Gewerbe- und Handelsschule aufgewertet. Diese wurde 1919 zur kommunalen Schule der Gemeinde Radebeul und 1920 durch einen Gemeindeverband übernommen.
Gleichzeitig bildeten die einfachen Fortbildungsschulen dieses Gemeindeverbands (Radebeul, Oberlößnitz, Wahnsdorf, Boxdorf, Dippelsdorf und Reichenberg)  zusammen mit der 1919 eingerichteten Mädchenfortbildungsschule einen Schulverbund, der ebenfalls der Leitung des Direktors der Gewerbe- und Handelsschule unterstellt wurde.
Im Juli 1921 reichte der Gemeindeverband für die Gewerbe- und Handelsschule der Lößnitzortschaften bei der zuständigen Amtshauptmannschaft Dresden-Neustadt einen Bauantrag zur Errichtung eines neuen Gewerbe- und Handelsschulgebäudes ein. Der Entwurf stammte von den Architekten Gebrüder Kießling, die auch zusammen mit dem Ortsbauinspektor Otto Faber die Bauleitung übernehmen sollten. Die Statik der Eisenbetonarbeiten war von Johann Odorico durchgerechnet, als Bauunternehmer war Alwin Höhne vorgesehen. Nach der Baugenehmigung im August erfolgte die Fertigmeldung der Rohbauarbeiten im November 1921. Die Ingebrauchnahmegenehmigung konnte im August 1922 ausgesprochen werden. In dem Gebäude befanden sich neben Klassenzimmern auch moderne Lehrwerkstätten und Fachkabinette.
Ende Januar 1929 beantragte der die Stadt Radebeul sowie die Gemeinden Oberlößnitz, Wahnsdorf, Boxdorf, Dippelsdorf-Buchholz, Moritzburg und Reichenberg umfassende Berufsschulverband beim Stadtrat von Radebeul einen Anbau, der ebenfalls von den Gebrüdern Kießling entworfen worden war. Die Ausführung sollte diesmal Johannes Eisold übernehmen, der das Bauunternehmen im Dezember 1929 fertigstellte.
Gegen Ende des Zweiten Weltkriegs wurde das Gebäude zweckentfremdet. Nach dem Krieg diente der Bau für mehrere Jahre als Rathaus und als Ort für Kulturveranstaltungen.
Im Jahr 1949 wurde die Schule als Gewerbliche Berufsschule Radebeul wiedereröffnet. Nachdem die DDR ihr Berufsausbildungssystem verändert hatte, diente die Schule ab 1970 als Berufsschule für das Druckmaschinenwerk Planeta.

### Berufliches Schulzentrum Radebeul

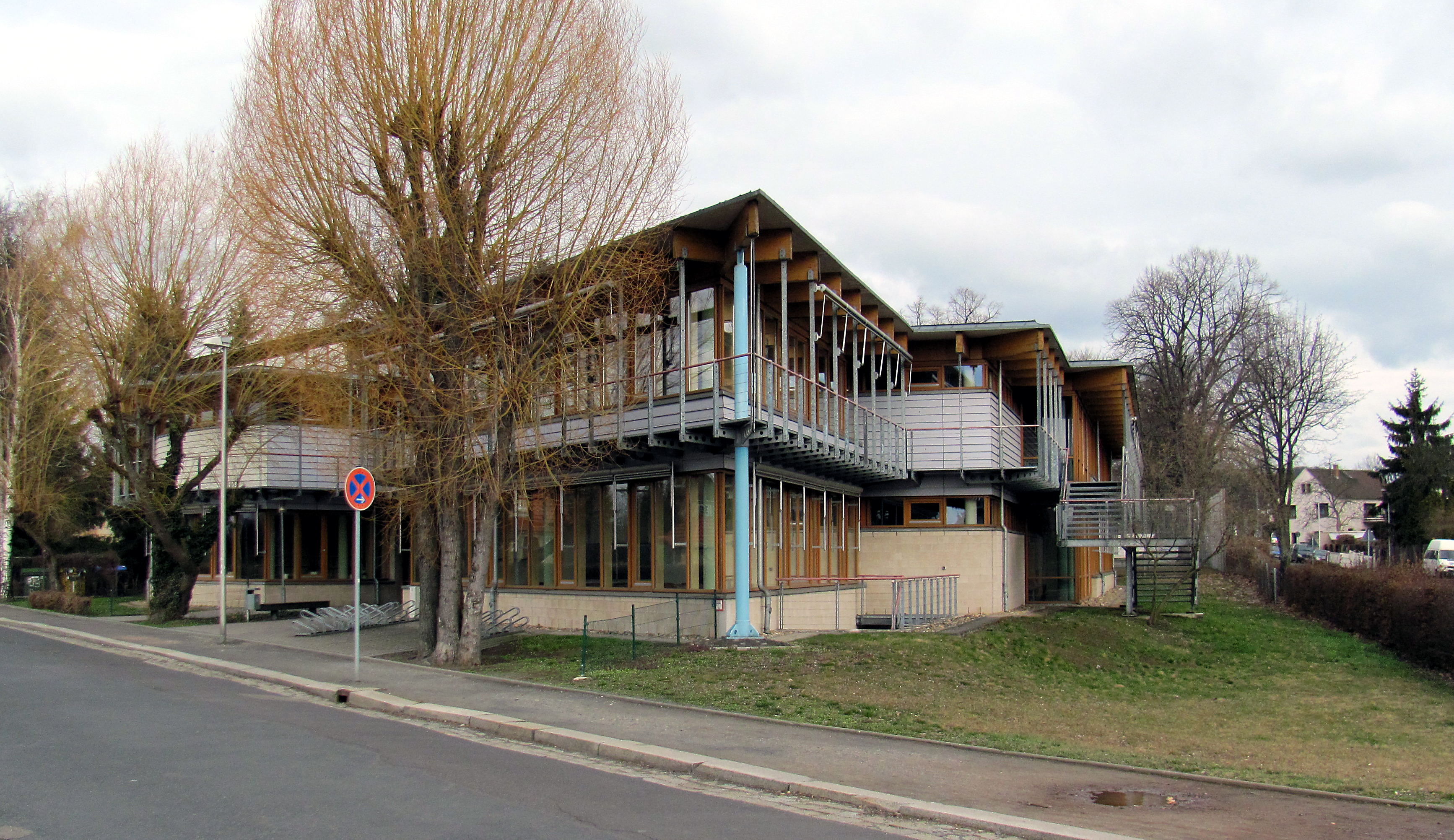
Berufliches Schulzentrum Radebeul: Neubaubereich Pestalozzi- / Steinbachstraße

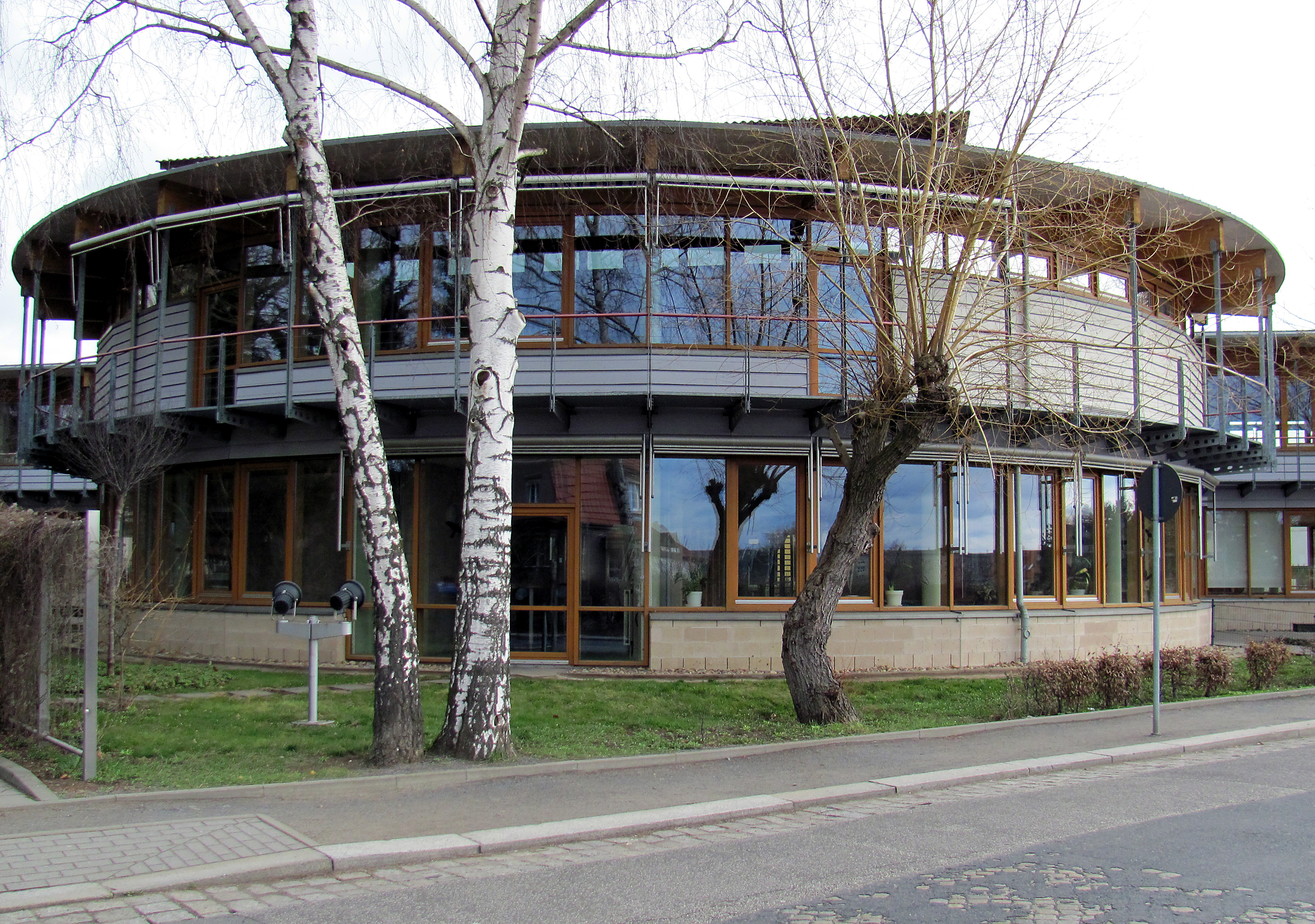
Berufliches Schulzentrum Radebeul: Neubaubereich Steinbachstraße

Nach der Wende, im Jahr 1990, wurden die Berufsschulen der Planeta, von Mikromat und des Arzneimittelwerks Dresden zusammengelegt, woraus das Berufliche Schulzentrum Radebeul entstand. Das Schulzentrum unterstand bis 1996 dem Kreis Dresden-Land; angegliedert war ein Berufliches Gymnasium der Fachrichtung Technik. Ab 1996 ist der Träger der Schule der Landkreis Meißen.
Heute umfasst die auch BSZ abgekürzte Institution eine Fachoberschule Wirtschaft und Verwaltung (Abschluss: Fachhochschulreife), eine Berufsfachschule Wirtschaft sowie Berufsschulen für Wirtschaft und Verwaltung, Chemie, Physik sowie Biologie. In den Fachrichtungen Wirtschaft und Chemie kann das Berufsvorbereitungsjahr abgeleistet werden. An Zusatzqualifikationen können der Europäische Computer-Führerschein (ICDL) sowie das KMK-Zertifikat Fremdsprachen in der beruflichen Bildung erworben werden. Im Jahr 2001 besuchten etwa 1150 Schüler das BSZ.
Im Jahr 1996/1997 wurde auf dem südöstlich gelegenen Grundstücksteil, dort, wo Pestalozzi- und Steinbachstraße sich treffen, durch den Architekten Ulf Zimmermann ein großer Schulergänzungsbau errichtet. Dieser wurde 1997 mit dem Radebeuler Bauherrenpreis ausgezeichnet.